# Сражение при Фаэнце (490)
Сражение при Фаэнце — состоявшееся в 490 году вблизи города Фаэнца сражение, в котором войско правителя Италии Одоакра победило войско короля остготов Теодориха Великого. Эпизод остготского завоевания Апеннинского полуострова.

## Исторические источники
О сражении при Фаэнце и связанных с ним событиях сообщается в нескольких раннесредневековых исторических источниках: «Старших Венских фастах», «Копенгагенском продолжении „Хроники“ Проспера Аквитанского», «Хронике» Кассиодора, хронике Анонима Валезия, «О происхождении и деяниях гетов» Иордана, «Войне с готами» Прокопия Кесарийского и «Церковной истории» Захарии Ритора.

## Ход сражения
По совету имератора Византии Зинона правитель остготов Теодорих Великий решил переселить своих единоплеменников из Фракии и Мёзии на Апеннинский полуостров. Покинув в 488 году места своего обитания, остготы по пути победили гепидов в сражении на реке Улька и, перезимовав в Сирмии, в 489 году вторглись в Италию.
В первые месяцы вторжения остготам удалось нанести поражения Одоакру в сражениях на реке Изонцо и при Вероне, что заставило правителя Италии в октябре 489 года отступить в свою столицу Равенну.
Однако в 490 году получив подкрепление из Южной Италии, Одоакр победил Теодориха Великого в сражении при Фаэнце. Одоакр преследовал остготов до Павии, но 11 августа потерпел поражение в сражении на реке Адде. Это заставило Одоакра опять укрыться в Равенне, которая вскоре была осаждена остготами.